# FIFAバロンドール
FIFAバロンドール（仏: FIFA Ballon d'Or）は、2010年から2015年まで国際サッカー連盟（FIFA）とフランス・フットボールの共同主催によって、毎年表彰されていた男子サッカーの世界年間最優秀選手賞である。"Ballon d'Or"はフランス語で「黄金の球」という意味で、受賞者には金色のサッカーボールを模したトロフィーが贈られた。歴代受賞者はリオネル・メッシ（4回）とクリスティアーノ・ロナウド（2回）。

## 概要

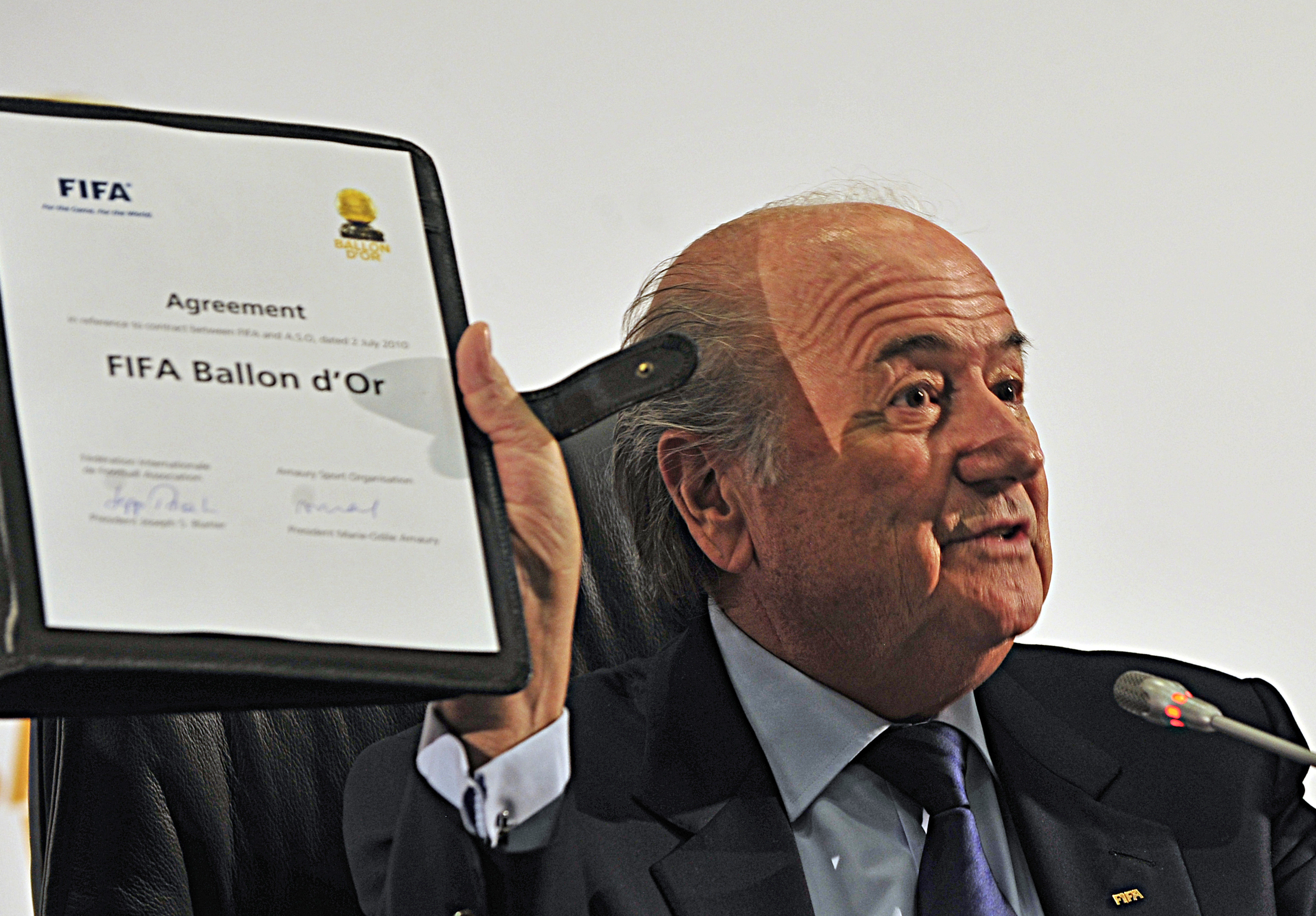
FIFAバロンドールの制定を発表するFIFAのブラッター会長

2009年まで、サッカー界の主要な個人賞には国際サッカー連盟（FIFA）が選出するFIFA最優秀選手賞と、フランスのフランス・フットボール誌が選出するバロンドールが並列していたが、この2つの賞を統合する形で2010年7月にFIFAバロンドールが制定された。各国代表監督、主将およびサッカー記者の合計約400名による投票で決められる。しかし2016年をもってフランス・フットボールとの提携を解消し、同年よりザ・ベスト・FIFAフットボールアウォーズという形でFIFAの独自表彰が復活した。フランス・フットボールも2016年より独自のバロンドールを復活させた。
FIFAバロンドールは男子最優秀選手賞のみを指し、女子最優秀選手賞、男子最優秀監督賞、女子最優秀監督賞とは区別される。フランス・フットボールは男子選手のみを公式にバロンドール受賞者リストに含めており、バロンドールの証である金色のサッカーボールを模したトロフィーを授与されたのは男子選手のみである。女子選手にバロンドールのトロフィーが授与されたのは、女子バロンドールが新設された2018年以降である。表彰式はFIFAバロンドール・ガーラと呼ばれ、FIFAの他の賞と共に毎年スイスのチューリッヒで行われた。

## 受賞者
| 年度 | 順位                       | 選手                   | 所属クラブ |
| ---- | -------------------------- | ---------------------- | ---------- |
| 2010 |                            |                        |            |
| 1位  | リオネル・メッシ           | バルセロナ             |            |
| 2位  | アンドレス・イニエスタ     | バルセロナ             |            |
| 3位  | シャビ・エルナンデス       | バルセロナ             |            |
| 2011 |                            |                        |            |
| 1位  | リオネル・メッシ           | バルセロナ             |            |
| 2位  | クリスティアーノ・ロナウド | レアル・マドリード     |            |
| 3位  | シャビ・エルナンデス       | バルセロナ             |            |
| 2012 |                            |                        |            |
| 1位  | リオネル・メッシ           | バルセロナ             |            |
| 2位  | クリスティアーノ・ロナウド | レアル・マドリード     |            |
| 3位  | アンドレス・イニエスタ     | バルセロナ             |            |
| 2013 |                            |                        |            |
| 1位  | クリスティアーノ・ロナウド | レアル・マドリード     |            |
| 2位  | リオネル・メッシ           | バルセロナ             |            |
| 3位  | フランク・リベリー         | バイエルン・ミュンヘン |            |
| 2014 |                            |                        |            |
| 1位  | クリスティアーノ・ロナウド | レアル・マドリード     |            |
| 2位  | リオネル・メッシ           | バルセロナ             |            |
| 3位  | マヌエル・ノイアー         | バイエルン・ミュンヘン |            |
| 2015 |                            |                        |            |
| 1位  | リオネル・メッシ           | バルセロナ             |            |
| 2位  | クリスティアーノ・ロナウド | レアル・マドリード     |            |
| 3位  | ネイマール                 | バルセロナ             |            |

## 受賞回数

### 選手別
| 選手                       | 回数 | 受賞年度            |
| -------------------------- | ---- | ------------------- |
| リオネル・メッシ           | 4    | 2010,2011,2012,2015 |
| クリスティアーノ・ロナウド | 2    | 2013,2014           |

### 国籍別
| 国籍         | 人数 | 回数 | 受賞年度            |
| ------------ | ---- | ---- | ------------------- |
| アルゼンチン | 1    | 4    | 2010,2011,2012,2015 |
| ポルトガル   | 1    | 2    | 2013,2014           |

### クラブ別
| クラブ             | 人数 | 回数 | 受賞年度            |
| ------------------ | ---- | ---- | ------------------- |
| バルセロナ         | 1    | 4    | 2010,2011,2012,2015 |
| レアル・マドリード | 1    | 2    | 2013,2014           |